# Gephyromantis sculpturatus
A Gephyromantis sculpturatus   a kétéltűek (Amphibia) osztályába és  a békák (Anura) rendjébe aranybékafélék (Mantellidae) családjába tartozó faj. 

## Előfordulása
Madagaszkár endemikus faja. A sziget keleti részén húzódó hegységekben, Fierenanától a Ranomafana Nemzeti Parkig 600–1200 m-es tengerszint feletti magasságban honos.

## Megjelenése

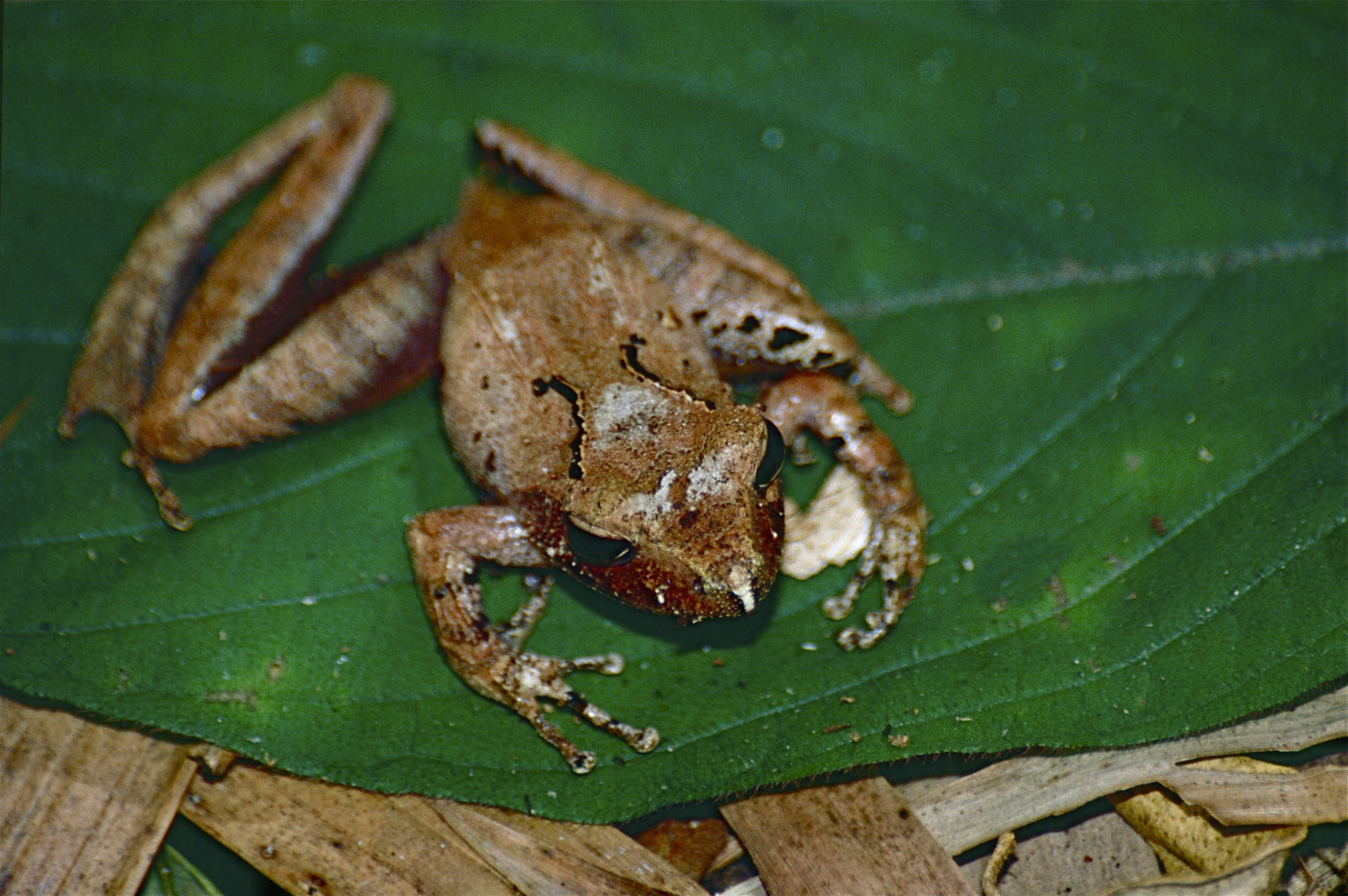

Közepes méretű  Gephyromantis faj. Testhossza 46–48 mm. Morfológiailag nagyon hasonlít a Gephyromantis luteus fajra. Az egyetlen különbség a Gephyromantis sculpturatus faj hímjeinél éppen csak látható combmirigyek jelenléte. Báj a fajt pontosan meghatározza sajátos éneke, az eddig tanulmányozott egyedek genetikailag nagy hasonlóságot mutatnak a Gephyromantis luteus fajjal, kétségbe vonva a 'Gephyromantis sculpturatus faj önálló voltát. Ennek eldöntésére további átfogó vizsgálatok szükségesek.

## Természetvédelmi helyzete
A vörös lista a nem fenyegetett fajok között tartja nyilván. Elterjedési területe viszonylag nagy, bizonyos mértékben alkalmazkodni képes élőhelyének változására, bár élőhelyének területe fokozatosan csökken, minősége romlik a mezőgazdaság, a fakitermelés, a szénégetés, a legeltetés, az inváziv eukaliptuszfajok terjedése és a települések fejlődése következtében. Két védett területen, a Ranomafana Nemzeti Parkban és az Analamazaotra Speciális Rezervátumban is megtalálható. 